# Tahesia Harrigan

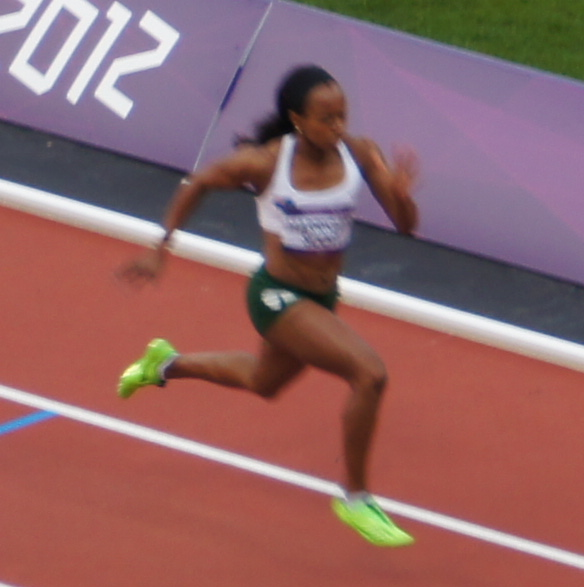
Tahesia Harrigan

Tahesia Harrigan (Tahesia Gaynell Harrigan, * 15. Februar 1982 auf Saint Thomas, Amerikanische Jungferninseln) ist eine Sprinterin von den Britischen Jungferninseln.
2005 wurde sie über 100 Meter Zentralamerika- und Karibik-Vizemeisterin und erreichte bei den Weltmeisterschaften in Helsinki das Viertelfinale, und 2006 gewann sie über dieselbe Distanz Gold bei den Zentralamerika- und Karibikspielen und wurde Fünfte bei den Commonwealth Games in Melbourne.
Bei den Weltmeisterschaften 2007 in Osaka kam sie sowohl über 100 als auch über 200 Meter ins Viertelfinale. Im Jahr darauf gewann sie Bronze über 60 Meter bei den Hallenweltmeisterschaften in Valencia und schied über 100 Meter bei den Olympischen Spielen in Peking im Viertelfinale aus.
2009 wurde sie über 100 Meter Zentralamerika- und Karibik-Meisterin und gelangte bei den Weltmeisterschaften in Berlin über 100 Meter ins Halbfinale, und 2010 wurde sie über 60 Meter Sechste bei den Hallenweltmeisterschaften in Doha und erneut Fünfte bei den Commonwealth Games in Neu-Delhi.
2011 wurde sie bei einer Dopingkontrolle positiv auf Methylhexanamin getestet und für sechs Monate gesperrt.
Sie studierte Psychologie an der University of Minnesota und an der University of Alabama und wurde 2004 Mutter eines Jungen.

## Persönliche Bestleistungen
- 60 m (Halle): 7,09 s, 7. März 2008, Valencia (Landesrekord)
- 100 m: 11,13 s, 15. April 2006, El Paso (Landesrekord)
- 200 m: 22,98 s, 15. Juli 2007, Donnas (Landesrekord)
  - Halle: 24,10 s, 24. Februar 2002, University Park (Landesrekord)
- 400 m: 55,60 s, 31. März 2007, Starkville (ehemaliger Landesrekord)
- Weitsprung: 6,06 m, 16. April 2005, Walnut (ehemaliger Landesrekord)
  - Halle: 6,17 m, 24. Februar 2006, Gainesville (ehemaliger Landesrekord)
- Dreisprung: 11,75 m, 7. Mai 1999, Gainesville (ehemaliger Landesrekord)
  - Halle: 11,93 m, 21. Januar 2006, Clemson (ehemaliger Landesrekord)